# Dansai Bunri no Crime Edge
Dansai Bunri no Crime Edge (断裁分離のクライムエッジ Dansai Bunri no Kuraimu Ejji?) Es una serie manga, escrita e ilustrada por Tatsuhiko Hikagi. Una adaptación al anime por Studio Gokumi estreno en Tokyo MX y en otras cadenas el 4 de abril de 2013.

## Argumento
Kiri Haimura es un chico aparentemente normal, pero con un pequeño problema: está obsesionado con cortar el cabello de otras personas. luego de escuchar un rumor en su salón de clase, decide ir a comprobarlo conociendo así a Iwai Mushanokōji, la  "Reina del cabello"  ( 髪の女王   Kami no Oujo?), quien no puede cortar su cabello a causa de una maldición heredada que lo hace imposible. Tras una plática Iwai decide dejar que Kiri lo intente, descubriendo así que su tijera, "Dansai Bunri no Edge Crime" es la única que puede cortar el cabello maldito de Iwai descubriendo así que él es el poseedor de una Arma heredada maldita. Sin saberlo,  Kiri provoca el inicio de un viejo juego de asesinato para matar a la "reina del cabello", con los demás usuarios de armas heredadas malditas  "Bienes de Asesinato"  ( 殺害遺品   Kiringu Guzzu?), con la finalidad de conseguir un deseo al hacerlo. lo que lo lleva a decidir protegerla a toda costa.

## Personajes
Kiri Haimura (灰村 切 Haimura Kiri?)
Seiyū: Natsuki Hanae
Kiri es el protagonista masculino principal de la serie y el dueño actual de Arma heredada de la muerte "Dansai Bunri no Crime Edge", la cual son unas tijeras que pertenecieron a uno de sus antepasados, un famoso asesino en serie que huyó de Europa a Japón, del cual se afirma mató a más de 200 personas con las tijeras. Después de que Kiri conoce a Iwai por accidente, se fascina con su hermoso cabello, convirtiéndose en su único amigo, descubriendo así que su cabello sólo puede ser cortado por las tijeras que él posee. Luego de enterarse de que Iwai es el blanco de otros usuarios de armas de matanza heredadas, también conocidos como "autores", se compromete a protegerla, haciendo uso de sus tijeras solo para proteger y no para matar.
Iwai Mushanokōji (武者小路 祝 Mushanokōji Iwai?)
Seiyū: Kotori Koiwai
Iwai es La protagonista femenina principal de la historia y tiene 14 años. ella es la actual "Reina del Cabello", razón por la cual ostenta una larga cabellera que le cae al suelo, recubriendo casi completamente su cuerpo, el cual no puede ser cortado o dañado con ninguna herramienta normal. Iwai es una chica solitaria ya que no pueden salir de su casa debido a su condición, pero luego de conocer a Kiri, quien es capaz de cortarle el pelo, ella finalmente puede asistir a la escuela y hablar normalmente con los demás. Sin embargo, todos los días a la medianoche, su cabello vuelve a crecer al tamaño original, por lo que Kiri debe cortárselo todos los días, lo cual le produce gran placer a él, ya que nunca se aburre de hacerlo. Se dice que, como su cabello, la reina sólo puede ser asesinada si se emplea para ello los objetos heredados, lo que explica por qué el pelo solo se puede cortar con el "Edge Crime", revelándose también que al que logre asesinarla se le concederá un deseo anhelado, por lo que suele ser el blanco de otros Autores. Se da a entender que Iwai actúa como contenedor de los deseos asesinos de Kiri, ya que él puede cortar su cabello todos los días, logrando mantenerlo cuerdo.
Yamane Byōinzaka (病院坂 病子 Byōinzaka Yamane?)
Seiyū: Kaori Fukuhara
Hōko Byōinzaka (病院坂 法子 Byōinzaka Hōko?)
Seiyū: Yumi Uchiyama
Kanae Sumeragi (皇 鼎 Sumeragi Kanae?)
Seiyū: Kōji Yusa
Ruka Shihōdō (四方堂 瑠架 Shihōdō Ruka?)
Seiyū: Yōko Hikasa
Romio Zaiga (雑賀 露見男 Zaiga Romio?)
Seiyū: Yūichi Nakamura
Kotarō Naruto (鳴門 小太郎 Naruto Kotarō?)
Seiyū: Nobunaga Shimazaki
Kashiko Misumi (美墨 かしこ Misumi Kashiko?)
Seiyū: Kiyono Nasuno
Nigi Ubuzato (初郷 和 Ubuzato Nigi?)
Seiyū: Arisa Noto
Emily (Emiri?)
Emily es la hermana menor adoptiva de Iwai y una gran asesina en serie a pesar de su corta edad. Ella es una niña de entre ocho y diez años (tomando en cuenta su aspecto joven), cuyas armas son cuchillos, que maneja muy fácilmente y en gran cantidad a la vez sorprendiendo a Kiri en su primer encuentro en el centro comercial. Sus armas, según la bruja, "están hechas a la medida", perfectamente ajustadas a Emily. Ella es conocida como "Guantes Rojos", y su deseo de matar a la reina del cabello era para recuperar a su padre y estar juntos otra vez; como cuando era más pequeña y fue rescatada de las calles por él. Aun así, después de que casi es asesinada por Kiri, confiesa que todavía tenía deseos de conceder su sueño pero no podría, ya que estaría matando a la persona que quiere, su hermana, y quedaría sola de nuevo.

## Producción

### Anime
Una adaptación al anime, dirigida por Yūji Yamaguch y producida por Studio Gokumi con música de Yasuharu Takanashi, salió al aire en Tokyo MX el 4 de abril de 2013. trasmitida simultaneament por Crunchyroll con subtítulos en inglés. El tema de apertura es "Unmei no Ori" (運命の檻?) de Aimi Terakawa y el tema e cierre es "Kimi to Futari" (君と二人?) de Yuri*Kari Yurika Endō y Karin Takahashi.

### Episodios
En la siguiente tabla se listan los episodios de la serie, su rōmaji   y   kanji    correspondiente, y la fecha de emisión en Japón.

| N.º | Título | Fecha de emisión original |
| --- | ------ | ------------------------- |